# Adenia lapiazicola
Adenia lapiazicola là một loài thực vật có hoa trong họ Lạc tiên. Loài này được Bard.-Vauc. mô tả khoa học đầu tiên năm 1997.